# Armée de l'air macédonienne
L'Armée de l'air de la république de Macédoine du Nord (Воздухопловна Бригада на Република Северна Македонија) est la composante aérienne de l'Armée de la république de Macédoine du Nord.

## Histoire
Le 20 juin 2001, trois Soukhoï Su-25 monoplaces et un Su-25UB biplace sont obtenus à partir de stocks biélorusses et sont arrivés d'Ukraine pour aider à combattre l'insurrection albanaise de 2001 en Macédoine. Vers 2004, tous les quatre ont été mis de côté et placés dans un stockage à long terme à l'air libre sur la base aérienne de Petrovec. Les Su-25 étaient le seul avion de chasse jamais piloté par l'armée de l'air macédonienne, qui n'exploite depuis qu'une force d'hélicoptères avec un petit nombre d'avions d'entraînement Zlin. En juillet/août 2022, des rumeurs font état de la livraison de ces appareils aux forces ukrainiennes à la suite de l'invasion de l'Ukraine par la Russie.
Le 22 janvier 2024, la ministre macédonienne de la Défense, Slavjanka Petrovska, annonce à la télévision nationale que quatre hélicoptères Leonardo AW149 et quatre AW169M devaient être achetés pour un montant estimé à 330 millions d'euros pour remplacer ceux de construction soviétique du pays (Mi-8MT, Mi-17V-5 et Mi-25V).

## Aéronefs
Les appareils en service en 2016 sont les suivants :
| Mil Mi-24          | Union soviétique | Hélicoptère de transport et de combat | 4 |                  |
| Mil Mi-17          | Union soviétique | Hélicoptère de transport              | 6 | Mi-8MT, Mi-17V-5 |
| Bell 206           | États-Unis       | Hélicoptère utilitaire                | 4 |                  |
| Bell UH-1 Iroquois | États-Unis       | Hélicoptère utilitaire                | 2 | UH-1H            |